# CRH3
CRH3 – rodzina niemieckich pociągów dużych prędkości wyprodukowanych dla China Railway High-speed. Osiągają 350 km/h na linii Wuhan – Guangzhou. Skonstruowane są na podstawie pociągów Siemens Velaro.